# Fauja Singh
Fauja Singh (ur. 1 kwietnia 1911? w Beas Pind, zm. 14 lipca 2025 tamże) – indyjsko-brytyjski biegacz, maratończyk, rzekomo superstulatek (jego wiek nie został potwierdzony przez rzetelną organizację badawczą jak Gerontology Research Group czy LongeviQuest).

## Życiorys
Urodził się w rolniczej rodzinie w Pendżabie 1 kwietnia 1911 r. w Beas Pind blisko Dżalandaru, jako najmłodszy z czwórki rodzeństwa. Jako że Indie były wówczas brytyjską kolonią, miał również brytyjskie obywatelstwo. Od dziecka miał słabe nogi i zaczął chodzić w piątym roku życia, ale z czasem zaczął biegać w zawodach, jednak porzucił sport podczas podziału kolonii na niepodległe Indie, Pakistan i Bangladesz. Początkowo pomagał rodzinie w polu, a następnie sam prowadził gospodarstwo. Po śmierci żony i najstarszej córki przeprowadził się w 1992 r. do najstarszego syna, mieszkającego w Wielkiej Brytanii i zamieszkał w Ilford. Gdy w 1994 roku na jego oczach w wypadku zginął jego piąty syn, zaczął biegać, aby poradzić sobie ze stratą.
Z czasem zaczął planować przebiegnięcie maratonu, co udało mu się zrealizować w 2000 roku w Londynie, uzyskując czas 6 godzin i 54 minuty, pobijając dotychczasowy rekord w kategorii 90+ o 58 minut. Brał udział także w innych biegach maratońskich, w tym w Nowym Jorku i Mumbaju, kontynuując bieganie (w tym maratony) po przekroczeniu 100 lat i inspirując innych starszych biegaczy. Swój rekord życiowy uzyskał na Toronto Waterfront Marathon w 2003 r., gdy przebiegł maraton w 5 godzin i 40 minut. W 2011 r. w trakcie jednodniowego mityngu Ontario Masters Association Fauja Singh Invitational w Toronto pobił 8 rekordów świata w kategorii 100+ na różnych dystansach: 100 m (23,14 s), 200 m (52,23 s), 400 m (2 min 13,48 s), 800 m (5 min 32,18 s), 1500 m (11 min 27,81 s), milę (11 min 53,45 s), 3000 m (24 min 52.47 s) i 5000 m (49 min 57,39 s), przy czym część z nich była także rekordami w kategorii 95+. Trzy dni później został pierwszym stulatkiem, który pokonał maraton w czasie 8 godz. 11 min i 6 s. Gratulacje przesłała mu wówczas królowa Elżbieta II. Jego rekordu nie uznali natomiast redaktorzy Księgi Guinnessa, którzy uznali paszport za zbyt słaby dowód na jego wiek, gdyż w 1911 r. nie prowadzono oficjalnych rejestrów urodzeń. Był członkiem sztafety z ogniem olimpijskim w Atenach w 2004. Wkrótce po przebiegnięciu odcinka sztafety z ogniem olimpijskim przed igrzyskami w Londynie w 2012 r. porzucił bieganie maratonów, ale brał jeszcze udział w półmaratonach i biegach ulicznych. Po raz ostatni brał udział w zawodach podczas półmaratonu w Hongkongu w 2013 r., gdy przebiegł 10 km w czasie 1 godz. 32 min 28 s., o pół minuty poprawiając swój rezultat z poprzedniego roku.
Jego biografię Turbaned Tornado napisał pochodzący z Pendżabu Khushwant Singh. Brał udział w dwudniowych marszach przeciw przemocy i jako pierwszy nie-Amerykanin otrzymał Ellis Island Medal of Honor za bycie symbolem tolerancji etnicznej. Wystąpił w kampanii reklamowej Adidasa oraz kampanii społecznej organizacji PETA, często prowadził zbiórki charytatywne podczas zawodów biegowych.
Zginął 14 lipca 2025 r., potrącony przez samochód, podczas próby przejścia przez szosę w Beas Pind. Po wypadku został przewieziony do szpitala, gdzie zmarł. Do rodzinnej miejscowości przybył, by wziąć udział w akcji społecznej przeciwko narkotykom w Pendżabie.

## Wyniki
- 2000 London Marathon: 6 godz. 54 min
- 2001 London Marathon: 6 godz. 54 min
- 2002 London Marathon: 6 godz. 45 min
- 2003 London Marathon: 6 godz. 2 min
- 2003 Toronto Waterfront Marathon: 5 godz. 40 min (rekord życiowy)
- 2003 New York City Marathon: 7 godz. 35 min
- 2004 London Marathon: 6 godz. 7 min
- 2004 Glasgow City Half Marathon: 2 godz. 33 min
- 2004 Toronto Waterfront Half Marathon: 2 godz. 29 min 59 sec
- 2011 Toronto Waterfront Marathon: 8 godz. 11 min
- 2012 London Marathon: 7 godz. 49 min 21 sec
- 2012 Hong Kong Marathon (10 km): 1 hour 34 min
- 2013 Hong Kong Marathon (10 km): 1 hour 32 min 28 sec

Opracowano na podstawie strony MKOl.